# NGC 1146
NGC 1146 في الفهرس العام الجديد، هي مجمة، تقع في كوكبة حامل رأس الغول. اكتشفت في 29 يناير 1864 بواسطة هاينريش لويس دريست.

## روابط خارجية
- NGC 1146 على موقع ويكي سكاي: DSS2, SDSS, GALEX, IRAS, Hydrogen α, X-Ray, Astrophoto, Sky Map, Articles and images